# 38 Aquarii
38 Aquarii (e Aquarii) é uma estrela na direção da Aquarius. Possui uma ascensão reta de 22h 10m 37.46s e uma declinação de −11° 33′ 53.9″. Sua magnitude aparente é igual a 5.43. Considerando sua distância de 561 anos-luz em relação à Terra, sua magnitude absoluta é igual a −0.75. Pertence à classe espectral B5III.